# Филипьяс
Филипья́с (греч. Φιλιππιάς) — малый город в Греции. Административный центр общины Зирос в периферийной единице Превеза в периферии Эпир. Расположен на высоте 20 м над уровнем моря, к северо-западу от Арты и Амфилохии, к северо-востоку от Превезы, к югу от Янины. Площадь 18,81 км². Население 4619 человек по переписи 2011 года.

## История
Расположен на месте древнего города Харадра.
До 1951 года назывался Не́а-Филипья́с (Νέα Φιλιππιάς). В 1961 году произошло слияние поселений Филипьяс, Элефтерохорион (Ελευθεροχώριον) и Палеа-Филипьяс (Παλαιά Φιλιππιάς).

## Население
| Год  | Население, человек |
| ---- | ------------------ |
| 1991 | 4031               |
| 2001 | 4321               |
| 2011 | ↗ 4619             |